# Попув (Ловицький повіт)
Попув (пол. Popów) — село в Польщі, у гміні Лович Ловицького повіту Лодзинського воєводства.
Населення — 540 осіб (2011).
У 1975-1998 роках село належало до Скерневицького воєводства.

## Демографія
Демографічна структура станом на 31 березня 2011 року:
|          | Загалом | Допрацездатний вік | Працездатний вік | Постпрацездатний вік |
| -------- | ------- | ------------------ | ---------------- | -------------------- |
| Чоловіки | 257     | 55                 | 177              | 25                   |
| Жінки    | 283     | 63                 | 158              | 62                   |
| Разом    | 540     | 118                | 335              | 87                   |